# لو غالفن
لو غالفن (بالإنجليزية: Lou Galvin)‏ هو لاعب كرة قاعدة أمريكي، ولد في 1862 في سانت بول في الولايات المتحدة، وتوفي في 17 يونيو 1895.

## وصلات خارجية
- لو غالفن على موقعبيزبول رفرنس.كوم (الدوري الرئيسي) (الإنجليزية)
- لو غالفن على موقعبيزبول رفرنس.كوم (الدوري الثانوي) (الإنجليزية)